# IC 4768
IC 4768 bezeichnet im Index-Katalog zwei scheinbar dicht beieinander liegende Sternhaufen im Sternbild Schild am Südsternhimmel. Der Katalogeintrag geht auf eine Beobachtung des Astronomen Guillaume Bigourdan am 26. Juni 1895 zurück.